# Oscar Joliet
Oscar Jozef Joliet (Gent, 13 september 1878 - aldaar, 3 februari 1969) was een rooms-katholiek priester, kanunnik, bisschop en hulpbisschop van het Bisdom Gent. 

## Levensloop
Oscar Joliet was de zoon van bakker August Joliet en Lucie Ysebaert. 
Hij deed zijn middelbare studies aan het Sint-Barbaracollege te Gent.
In 1896 ging hij studeren aan de Gregoriana Universiteit te Rome en behaalde er op 1 juni 1901 het doctoraat in de filosofie.
Op 20 februari 1902 werd hij tot priester gewijd.
Op 30 juni 1905 behaalde hij aan dezelfde universiteit het doctoraat in de theologie en 25 juni 1907 het doctoraat in kerkelijk recht. 
Van 6 september 1907 tot in 1919 werd hij professor filosofie aan het Klein-Seminarie te Sint-Niklaas en vanaf 7 september 1919 tot in 1927 werd hij professor aan het Bisschoppelijk Seminarie Gent. Hij was tevens directeur van de beide instellingen. Vanaf 1927 tot 1945 was hij rector van het Belgisch Pauselijk College te Rome.
Hij was achtereenvolgens kanunnik van het Sint-Baafskapittel (30 april 1927); aartsdiaken en deken van het Sint-Baafskapittel (4 september 1945) en vicaris-generaal te Gent bevoegd voor onderwijs (6 maart 1948). 
Ook zijn broers Edgard en Edmond werden priester.

## Hulpbisschop
Op 17 april 1948 werd benoemd tot titulair bisschop van Constantia en hulpbisschop van het bisdom Gent en werd gewijd op 29 april van hetzelfde jaar door Karel Justinus Calewaert die toen de bisschop van Gent was. 

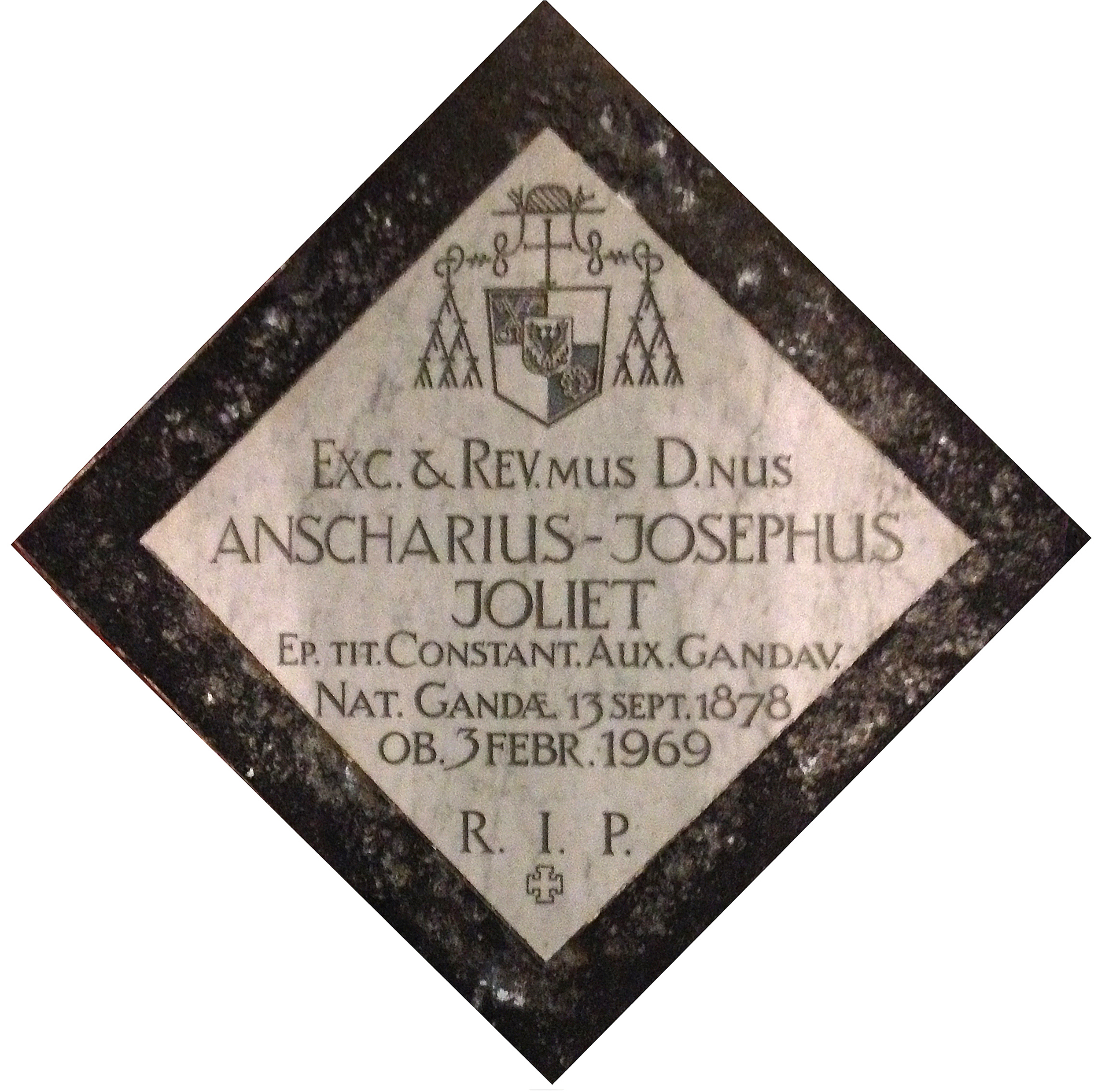
Grafplaat van Oscar Joliet in de crypte van de Sint-Baafskathedraal te Gent

Vanaf 1964 oefende hij geen enkele officiële functie meer uit.
Bij zijn overlijden op 90-jarige leeftijd werd hij bijgezet in de crypte van de Sint-Baafskathedraal.